# 7699 Božek
7699 Božek eller 1989 CB4 är en asteroid i huvudbältet som upptäcktes den 2 februari 1989 av den tjeckiske astronomen Antonín Mrkos vid Kleť-observatoriet i Tjeckien. Den är uppkallad efter den tjeckiska uppfinnaren Josef Božek.
Asteroiden har en diameter på ungefär 4 kilometer.